# 全國婦女黨
全國婦女黨（英語：National Woman's Party，簡稱NWP）成立於1916年，是美國20世紀初爭取女性權力的團體，當時美國僅有男性有投票權，該團體主要為女性爭取身為美國公民的基本平等權力，並於1920年促使美國通過憲法修政案，保障婦女選舉權力。